# 천천북로
천천북로(Cheoncheonbuk-ro)는 전북특별자치도 장수군 천천면 용광삼거리에서 장수군 진안읍 가막삼거리를 잇는 도로이다

## 주요 경유지
전북특별자치도
- 진안군 (천천면 . 진안읍)

## 노선
| 이름          | 접속 노선              | 소재지 | 소재지 | 비고 |
| ------------- | ---------------------- | ------ | ------ | ---- |
| 용광삼거리    | 국도 제26호선 (진장로) | 진안군 | 천천면 |      |
| 천천1교       |                        | 진안군 | 천천면 |      |
| 천천2교       |                        | 진안군 | 천천면 |      |
| 오연삼거리    | 국도 제13호선 (천동로) | 진안군 | 천천면 |      |
| 오연교        |                        | 진안군 | 천천면 |      |
| 가막교        |                        | 진안군 | 천천면 |      |
|               | 진안읍                 | 진안군 |        |      |
| 가막삼거리    | 오가로                 | 진안군 |        |      |
| 오가로와 직결 |                        |        |        |      |